# Henny Visser
Hendrikus Albertus (Henny) Visser (Doetinchem, 2 mei 1911 - Amsterdam 28 maart 2006) was een Nederlands predikant behorend tot de Nederlandse Hervormde Kerk.

## Levensloop
Hij studeerde theologie in Groningen en Utrecht. In 1937 werd hij predikant. Zijn eerste standplaats was Angerlo. Daarna was hij verbonden aan Raalte om in 1944 verbonden te worden aan de Nederlands-Hervormde Kerk van Amsterdam waar hij in 1949 verbonden werd aan de Westerkerk. In 1945 maakte hij deel uit van een groep Nederlands-hervormde predikanten die lid werd van de SDAP omdat zij de doorbraakbeweging steunde. 
In 1952 nam Visser samen met dirigent en organist Simon C. Jansen het initiatief tot het houden van cantate diensten in de Westerkerk waarbij in de context van een kerkdienst een cantate van J.S. Bach (of een ander muziekstuk) wordt uitgevoerd. Hiertoe 
werden het Westerkerkkoor en het Bachorkest opgericht.
Zijn landelijke bekendheid werd vergroot doordat hij van 1973 tot 1991 het NCRV-radioprogramma Onder de Hoogtezon presenteerde. Tevens heeft hij vele jaren deel uitgemaakt van de redactie van het opinieblad Hervormd Nederland.
Ds. H.A. Visser werd bijna 95 jaar oud.